# Lanuéjols (Lozère)
Lanuéjols ist eine französische Gemeinde mit 370 Einwohnern (Stand 1. Januar 2022) im Département Lozère in der Region Okzitanien.

## Geografie
Lanuéjols liegt in einem Hochtal nordwestlich des Lozère, etwa 10 km südlich von Mende.

## Bevölkerungsentwicklung
| Jahr      | 1962 | 1968 | 1975 | 1982 | 1990 | 1999 | 2011 | 2018 |
| Einwohner | 259  | 240  | 220  | 182  | 189  | 208  | 309  | 319  |

## Sehenswürdigkeiten
- Kirche Saint-Pierre, Monument historique[1]
- Mausoleum von Lanuéjols aus dem 3. Jahrhundert, Monument historique[2][3]
- Château du Boy, Monument historique[4][5]
- Croix de Vitrolles, Monumentalkreuz aus dem 16. Jahrhundert, Monument historique
- Ferme de Chapieu, Monument historique

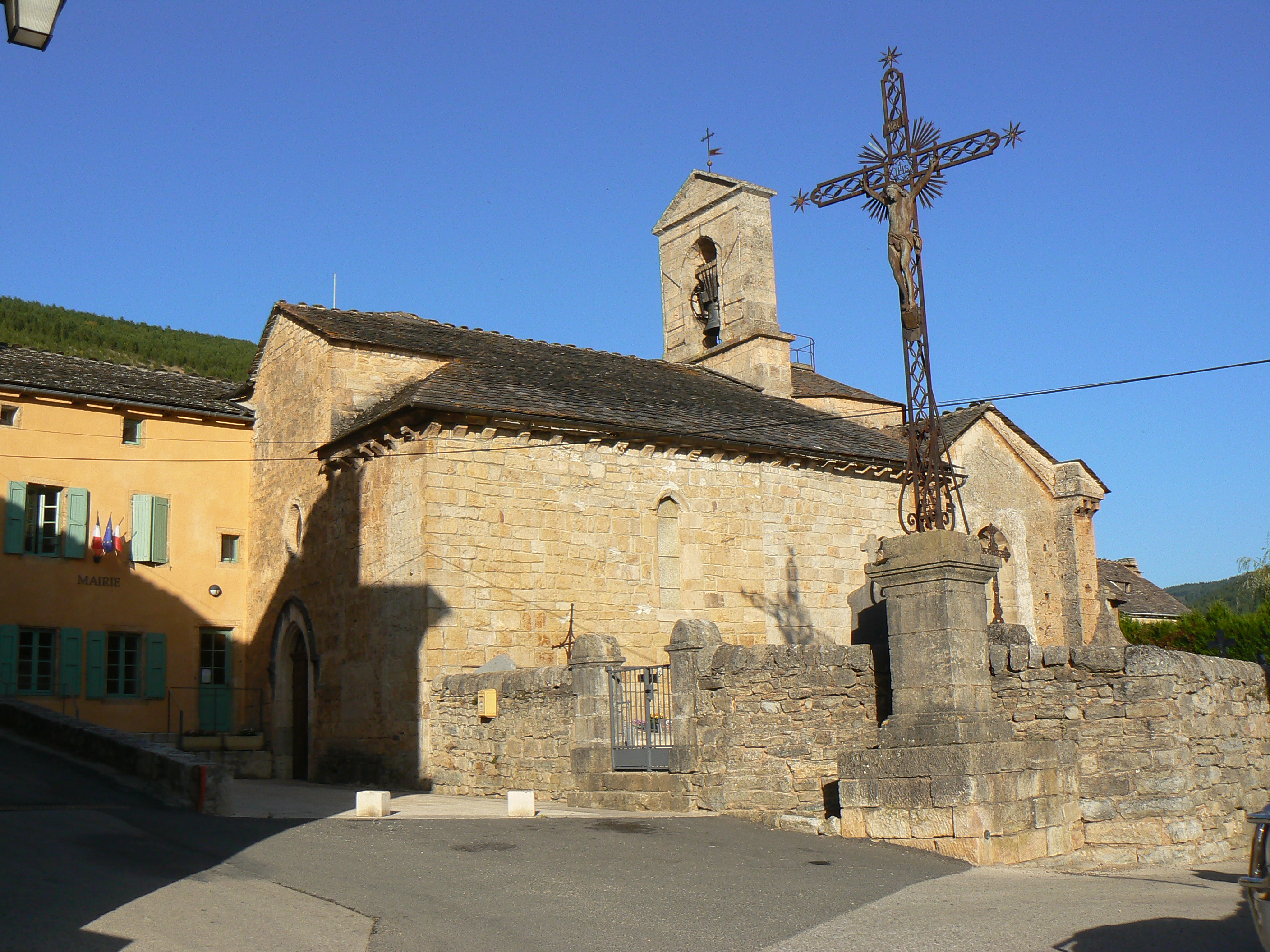
Kirche Saint-Pierre
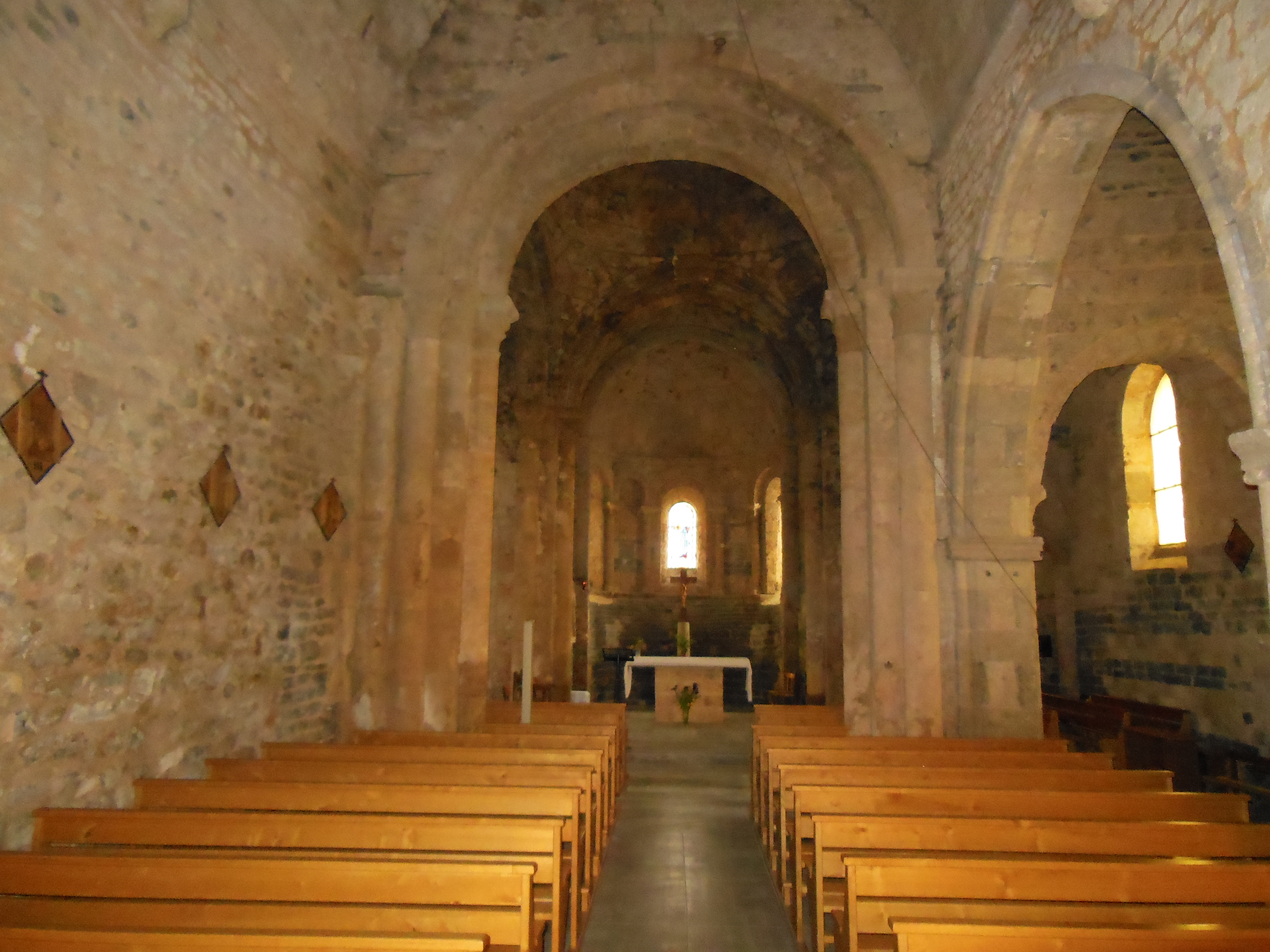
Innenansicht der Kirche Saint-Pierre
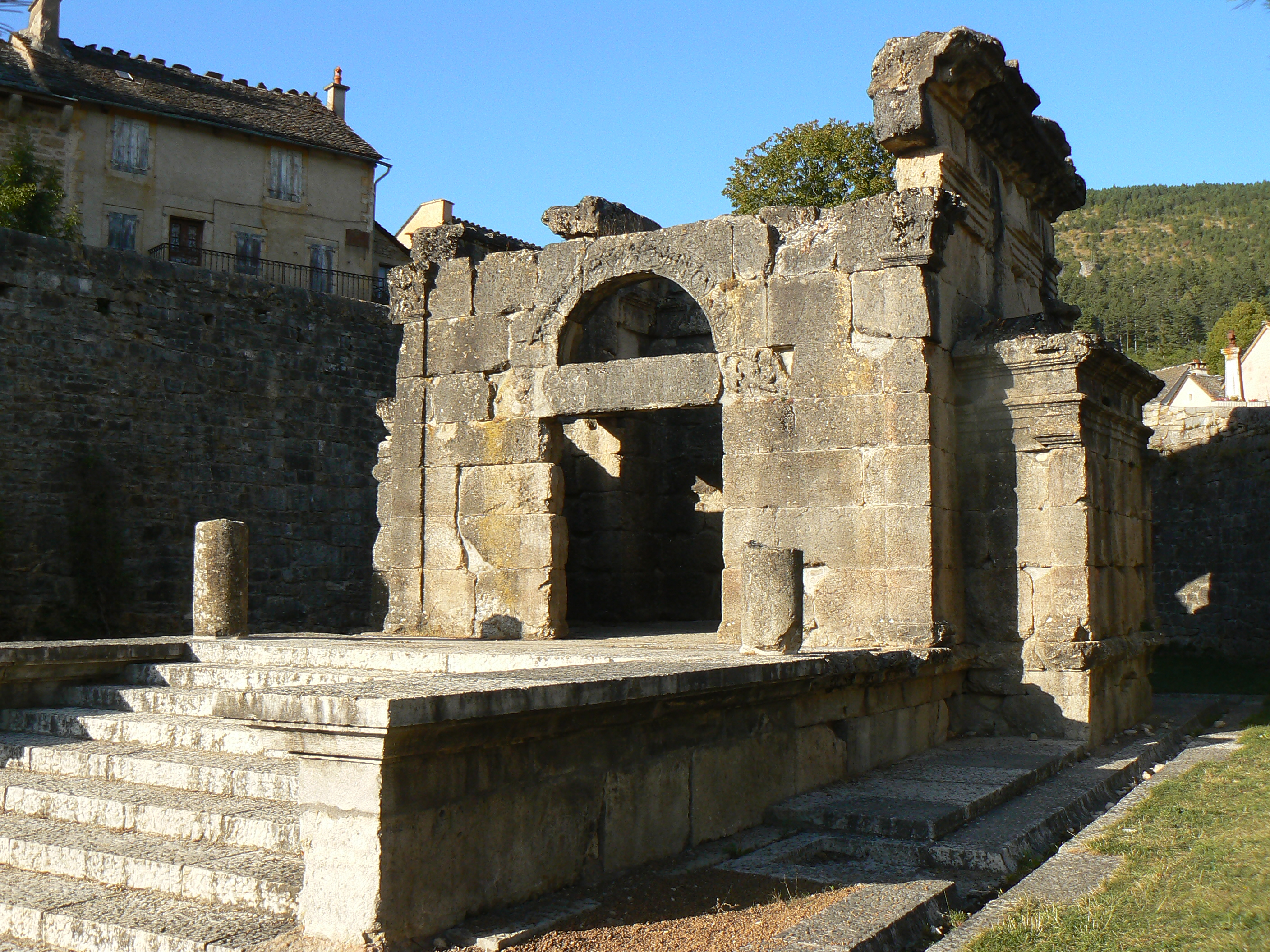
Mausoleum von Lanuéjols
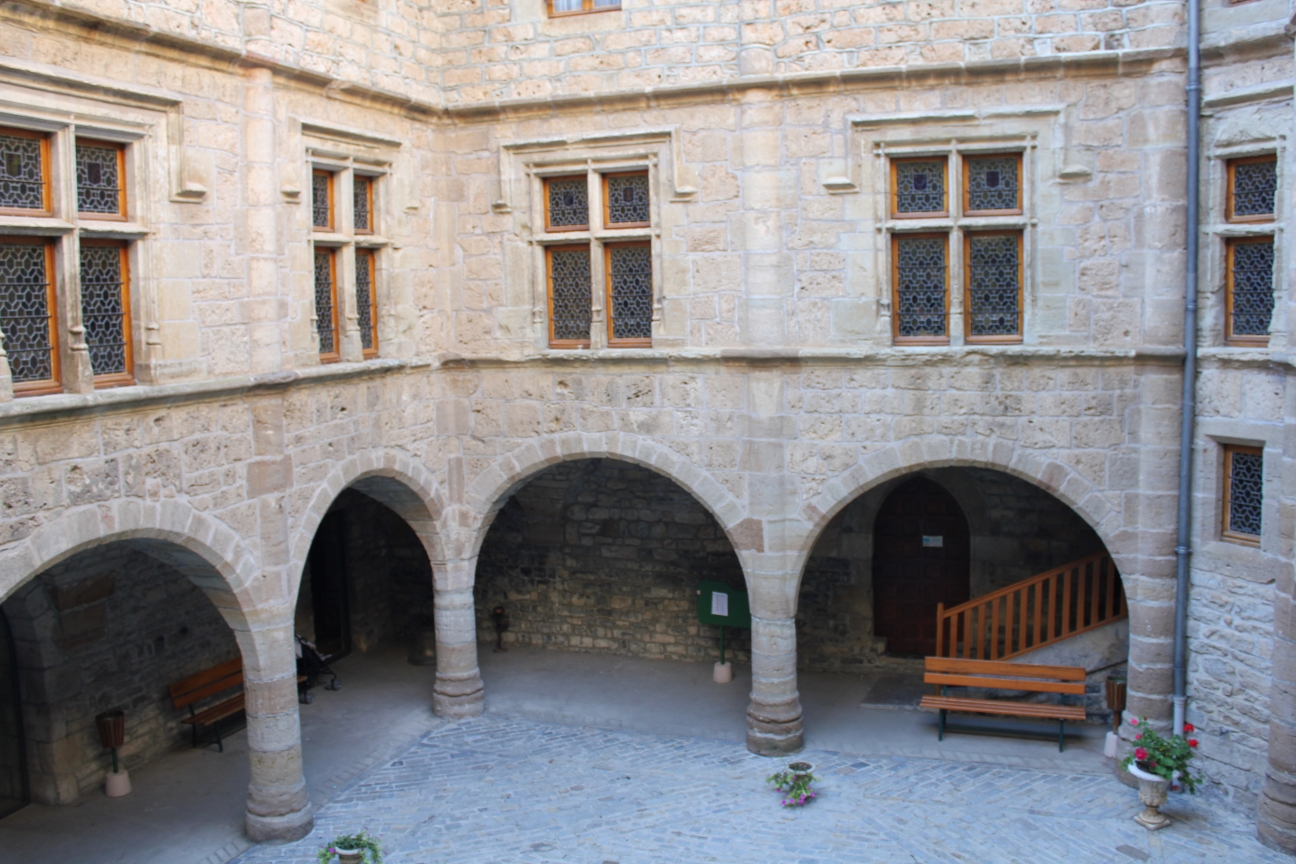
Innenhof des Château du Boy
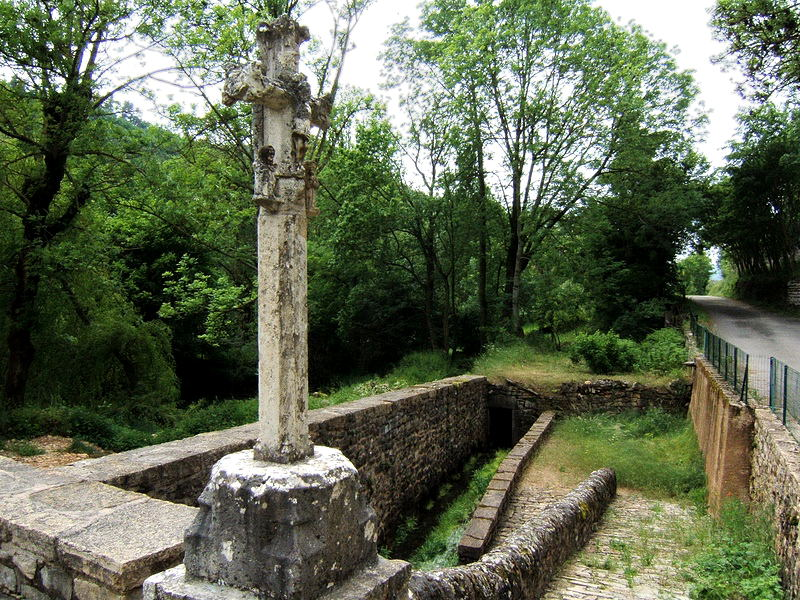
Croix de Vitrolles
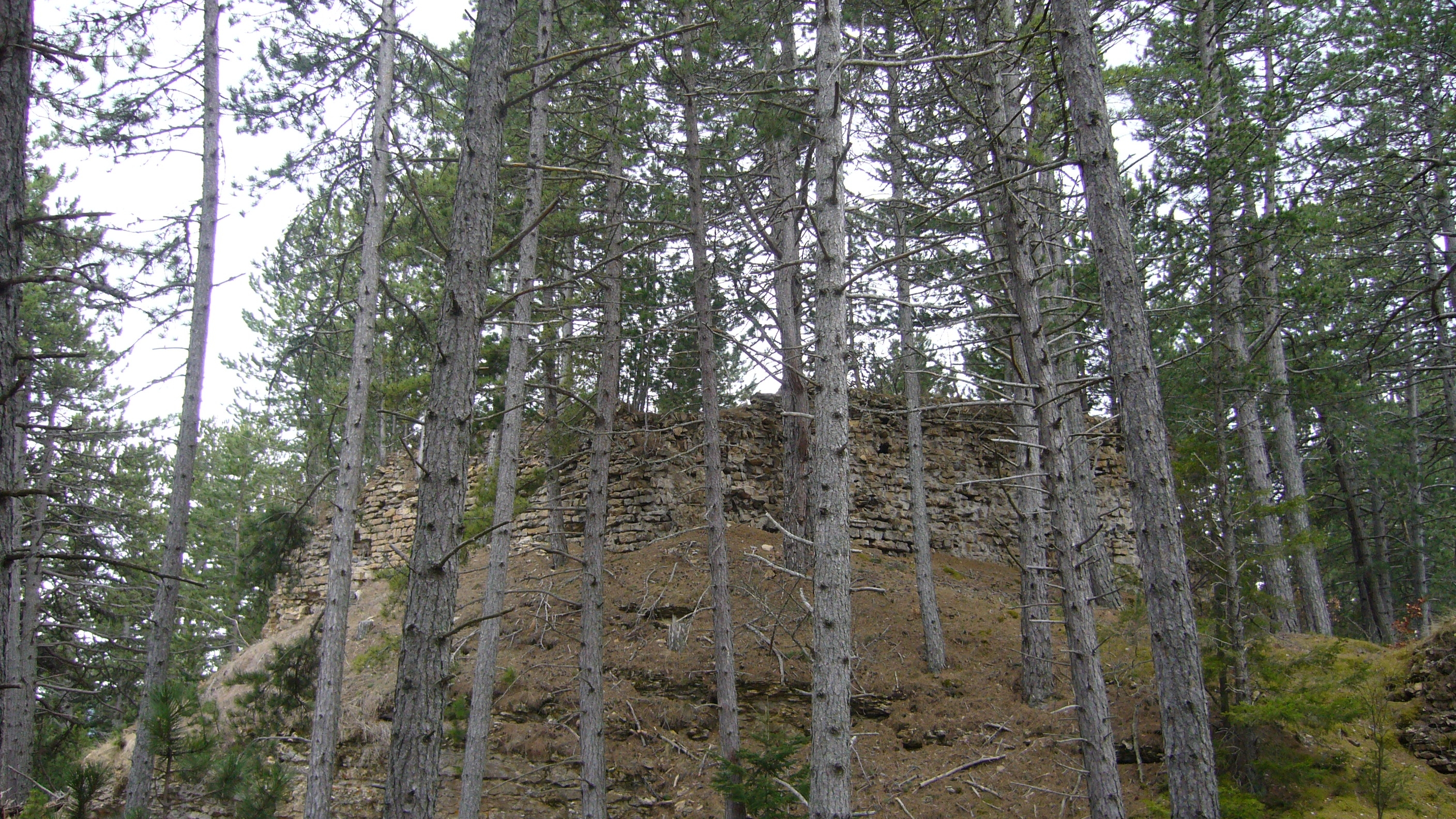
Überreste der Burg Chapieu
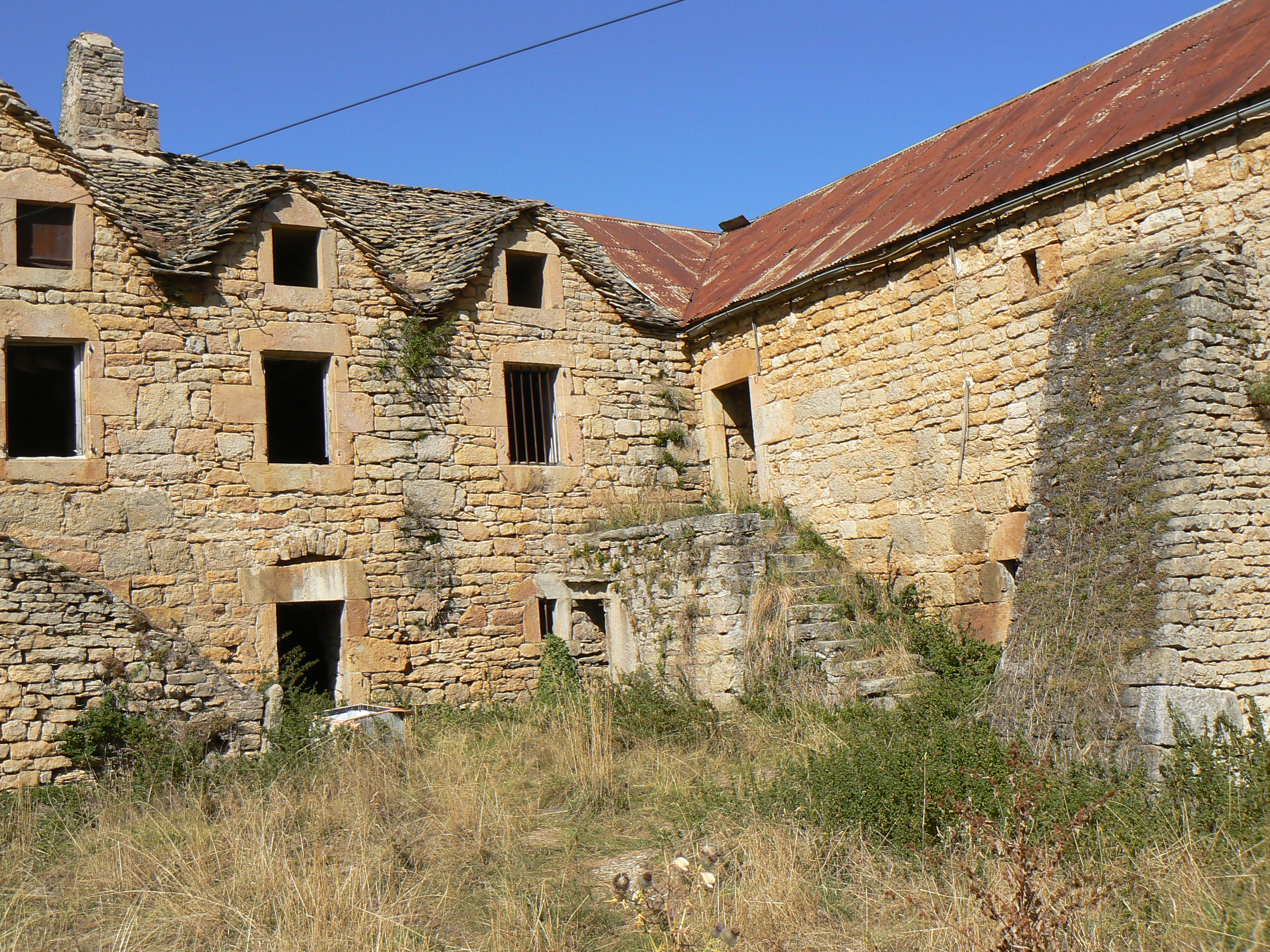
Ferme de Chapieu
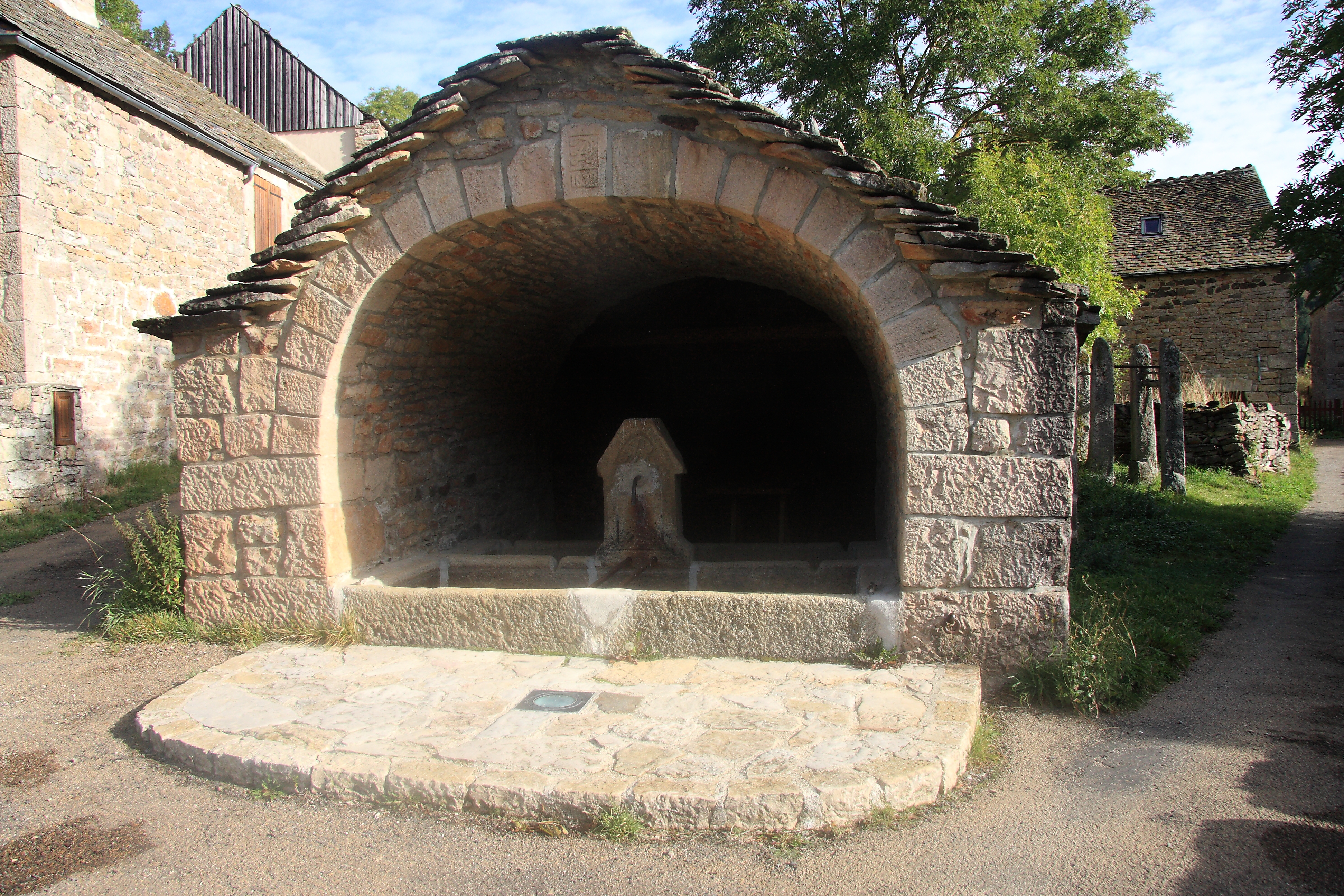
Brunnen im Ortsteil Le Masseguin